# Immaterieller Schaden
Als immaterieller Schaden (auch Nichtvermögensschaden) ist ein Schaden definiert, der kein Vermögensschaden ist, also nicht geldwerte Rechtsgüter, sondern beispielsweise Körper, Freiheit oder Ehre betrifft.

## Deutschland
Im deutschen Recht sind immaterielle Schäden in Geld nur zu ersetzen, wenn das Gesetz für diesen Fall es ausdrücklich bestimmt (§ 253 Abs. 1 BGB). Eine Herstellung des ursprünglichen Zustands (Naturalrestitution gem. § 249 Abs. 1 BGB) ist aber unabhängig von einer gesetzlichen Bestimmung zu leisten. Immaterielle Schäden sind sowohl bei der Haftung aus vertraglichen und deliktischen Ansprüchen als auch bei der Gefährdungshaftung ersatzfähig. Reines Affektionsinteresse hat der Schädiger hingegen grundsätzlich nicht zu ersetzen.
Wichtigster Anwendungsfall für den Ersatz von immateriellen Schäden in Geld ist das Schmerzensgeld, das als Anspruch bei der Verletzung höchstpersönlicher Rechtsgüter wie Leben, Körper, Gesundheit oder der sexuellen Selbstbestimmung in Betracht kommt (§ 253 Abs. 2 BGB).
Zu beobachten ist allerdings eine zunehmende Kommerzialisierung von Nichtvermögensgütern. So wird bisweilen gefordert: Ist jemand mit gültiger und vorab bezahlter Eintrittskarte auf dem Weg zu einer Theatervorstellung und wird dabei durch einen fremdverschuldeten Unfall so geschädigt, dass er den Arzt aufsuchen muss und deswegen die Theatervorstellung verpasst, solle der entgangene durch die Theatervorstellung vermittelte Genuss – insbesondere auch die Veranstaltung von einem bestimmten Platz aus zu sehen – nicht durch § 253 Abs. 2 BGB gedeckt sein. Der Preis der Karte drücke den Wert aus, das immaterielle Gut sei also kommerzialisiert. Der Bundesgerichtshof hat diese Tendenz im sogenannten „Seereisefall“, bei der Entschädigung für Nutzungsentgang und „vertanem Urlaub“ bereits aufgegriffen.

## Österreich
Im österreichischen Recht besteht hierfür die Rechtsgrundlage in §§ 1293 ff. ABGB, welche jedoch ebenso restriktive Einschränkungen zum Ersatz des immateriellen Schaden vorsehen.
Einen Durchbruch beim Ersatz immaterieller Schäden stellte das Urteil des Europäischen Gerichtshofs im Vorabentscheidungsersuchen des Landesgerichts Linz dar. Erstmals war auch in Österreich, basierend auf der EU-Richtlinie RL 90/314/EWG des Rates vom 13. Juni 1990, der Ersatz des immateriellen Schadens wegen entgangener Urlaubsfreude möglich.